# Welsh International 1929
Die Welsh International 1929 fanden in Llandudno statt. Es war die dritte Auflage dieser internationalen Meisterschaften von Wales im Badminton.

## Finalresultate
| Disziplin    | Sieger                       | Finalist                            | Ergebnis          |
| ------------ | ---------------------------- | ----------------------------------- | ----------------- |
| Herreneinzel | Donald C. Hume               | T. P. Dick                          | 15–3, 8–15, 15–7  |
| Dameneinzel  | Dorothy Colpoys              | Nora Coop                           | 11–5, 11–9        |
| Herrendoppel | Donald C. Hume Ralph Nichols | Willoughby Hamilton Arthur Hamilton | 15–12, 15–7       |
| Damendoppel  | Marian Horsley L. W. Myers   | Dorothy Colpoys Hazel Hogarth       | 15–4, 10–15, 15–4 |
| Mixed        | T. P. Dick Hazel Hogarth     | Donald C. Hume B. Neville           | 15–3, 15–11       |